# Torre de Vale de Todos
Torre de Vale de Todos ist ein Ort und eine ehemalige Gemeinde (Freguesia) im portugiesischen Kreis Ansião. Die Gemeinde hatte 415 Einwohner (Stand 30. Juni 2011).
Am 29. September 2013 wurden die Gemeinden Torre de Vale de Todos und Lagarteira  in die Gemeinde Ansião eingegliedert.